# Stangeria eriopus
Espèce
Statut de conservation UICN

 VU A2acd+4acd : Vulnérable
Stangeria eriopus est une espèce de cycas de la famille des Zamiaceae. C’est la seule espèce du genre Stangeria, étroitement apparenté au genre australien Bowenia. Elle est présente en Afrique du Sud et au Mozambique.
Le nom binominal vient du grec erio-, ce qui signifie « laineux » et - pus, ce qui signifie « pieds », se référant aux bases des pétioles laineux. Il a été nommé en l’honneur de William Stanger, ancien inspecteur-général de Natal.

## Description
Stangeria eriopus a des feuilles en nervation pennée, qui ont une forte ressemblance avec des feuilles de fougère ce qui la distinguent de toutes les autres Cycadales.
L’espèce est présente sous deux formes variables :
- Forme forêt, qui poussent dans les régions à fortes précipitations, se caractérise par des feuilles grandes et larges pouvant atteindre jusqu'à 2 m de longueur.
- Forme prairie, qui poussent dans les régions visées par des incendies annuels et de la sécheresse, qui a des feuilles plus courtes jusqu'à 30 cm de long.

Dans les deux variétés, le pétiole comprend un tiers de la moitié de la longueur totale de la feuille.
Le tronc est complètement souterrains et la racine a une forme de carotte. Comme pour les autres cycas, S.eriopus forme des racines coralloïdes. Ceux-ci sont spécialisés, abritant des colonies de cyanobactéries qui fixent l’azote, comme les racines des légumineuses. S.eriopus atteint sa maturité de 5 à 7 ans.
Comme pour les autres Cycadales, l’espèce est dioïque, ce qui signifie que les cônes mâles et les cônes femelles sont portées sur des plantes différentes. Les cônes sont pollinisées par des insectes, dégageant une légère odeur pour attirer les pollinisateurs. À maturité, ils se désagrège pour révéler des graines de 2 à 3 cm de longueur.